# Anton Gassner
Anton Gassner (* 22. Mai 1851 in Bludenz; † 18. Mai 1924 ebenda) war ein österreichischer Industrieller und Bergsteiger.
Anton Gassner war zusammen mit seinen Brüdern Andre (1847–1925) und Ferdinand (1842–1926) Teilhaber der Textilfirma seines Vaters in Bludenz.
Anton Gassner war Erstbesteiger des Pitschikopfs und erschloss das Rätikon und die Lechtaler Alpen für den Alpinismus.